# Кравченко Олена Вікторівна
Олена Вікторівна Кравченко - вчена у галузі акушерства та гінекології, доктор медичних наук (1995), професор (1996), член Європейської Асоціації акушерів гінекологів та Асоціації акушерів-гінекологів України. Завідувач кафедри акушерства, гінекології та перинатології Буковинського державного медичного університету.

## Біографічні відомості
В 1978 році закінчила Чернівецький державний медичний інститут. З 1982 року по 1985 рік навчалась в заочній аспірантурі НДІ ПАГ АМН України. В 1985 році захистила кандидатську дисертацію на тему «Клинико-лабораторное обоснование профилактики крупного плода путем коррекции липидного обмена у беременных женщин». З 1986 року працювала асистентом кафедри акушерства та гінекології Чернівецького медичного інституту. В 1994 році присвоєно звання доцента кафедри акушерства та гінекології. В 1995 році захистила дисертацію на здобуття наукового ступеня доктора медичних наук на тему «Вагітність, пологи та функціональний стан системи мати-плацента-плід у жінок екологічно несприятливого Чернівецького регіону України». В 1996 році присвоєно звання професора кафедри акушерства та гінекології. З 1994 року завідувала кафедрою акушерства та гінекології Чернівецького медичного інституту. З моменту заснування кафедри (1995 рік) – завідує кафедрою акушерства, гінекології та перинатології БДМУ. З 1991 року по 1996 рік О.В. Кравченко була головним спеціалістом з акушерства та гінекології Чернівецького Управління охорони здоров’я. З 1996 року по 2001 рік – проректор з лікувальної роботи Буковинської державної медичної академії.

## Наукова діяльність
Наукові інтереси пов'язані з клініко-морфологічними та функціональними особливостями розвитку матково-плацентарної системи, удосконаленням діагностики, прогнозуванням та профілактикою перинатальних ускладнень.
Є автором більше 600 наукових праць, 2 монографій, є співавтором підручника з акушерства та гінекології для лікарів-інтернів (за ред. Грищенко В.І.) та підручника з акушерства для студентів (за заг. ред. Пирогової  В.І.). Згідно Наказу МОЗ України являлась членом робочої групи по розробці програм з додипломної та післядипломної підготовки фахівців. Є співавтором Всеукраїнського навчально-методичного посібника «Планування сім'ї» для викладачів інтернатури за фахом акушерство і гінекологія (м. Київ, 2016 рік).
За редакцією Кравченко О.В. на кафедрі видано 50 навчальних та навчально-методичних посібників, впроваджено більше 120 нових методів діагностики та лікування. Автор 55 патентів, 57 інформаційних листів та 64 нововведень.
Під керівництвом Кравченко О.В. виконано 10 кандидатських дисертацій, 8 кваліфікаційних магістерських робіт.
У 1996 році стажувалась в США в університеті Джона Хопкінса. Отримала міжнародний сертифікат з планування сім’ї.
Є експертом з проведення оцінки та переоцінки закладів охорони здоров’я щодо критеріїв статусу “Лікарня доброзичлива до дитини”.

## Основні наукові праці
1. Кравченко О.В. Терапія вульвовагінітів у вагітних як метод профілактики розвитку перинатальних ускладнень. Репродуктивна ендокринологія. 2019; 4(48):56-58 https://doi.org/10.18370/2309-4117.2019.48.56-58 http://reproduct-endo.com/article/view/179804/179798
2. Кравченко О.В. Диференційований підхід до призначення гормональної терапії в II триместрі гестації у вагітних після ЕКЗ. Здоровье женщины. 2019;1(137):28-31 https://med-expert.com.ua/journals/publishing-activity/zdorove-zhenshchiny/zdorove-zhenshhiny-wh_01_2019/#dflip-df_23309/28/
3. Кравченко О.В. Диференційовані підходи до профілактики перинатальних ускладнень у вагітних з невиношуванням в ранні терміни гестації. Репродуктивна ендокринологія 2020;1(51): 51-54 https://doi.org/10.18370/2309-4117.2020.51.51-54 http://reproduct-endo.com/article/view/199373/199533
4. Кравченко О.В. Проблемні питання діагностики та лікування вульвовагінітів змішаної бактеріально-кандидозної етіології. Репродуктивна ендокринологія. 2021;1(57): 43-46 https://doi.org/10.18370/2309-4117.2021.57.43-46 http://reproduct-endo.com/article/view/229043/228018
5. Кравченко О.В. Плацентарна дисфункція як базова патологія перинатальних ускладнень. Репродуктивна ендокринологія. 2021;2(58):107-112 https://doi.org/10.18370/2309-4117.2021.58.107-112 http://reproduct-endo.com/article/view/232927/231711

## Громадська діяльність
- Голова предметної методичної комісії з педіатричних дисциплін, акушерства та гінекології Буковинського державного медичного університету.
- Член редколегії (редакційної ради) журналу «Неонатологія, хірургія та перинатальна медицина».
- Консультант Медичного консультативного центру Буковинського державного медичного університету та Helsi.
- Член Європейської Асоціації акушерів гінекологів.
- Член Асоціації акушерів-гінекологів України.

## Нагороди
‒ Почесною грамотою Міністерства охорони здоров'я України (2014 р.)
‒   Почесною грамотою Чернівецької обласної державної адміністрації (2019 р.)
‒   Почесною грамотою Асоціації акушерів-гінекологів України (2014 р.)
‒   Подякою Програми USAID «Здоров’я жінок України» (2016 р.)
‒   Грамотами БДМУ (2005, 2007, 2008, 2021 рр.)
‒   Подяками БДМУ (2003, 2004, 2012 рр.)